# سیجیلو
سیجیلو (به ایتالیایی: Sigillo) یک کومونه در ایتالیا است که در استان پروجا واقع شده‌است. سیجیلو ۲۶٫۳۴ کیلومتر مربع مساحت و ۲٬۵۳۲ نفر جمعیت دارد و ۴۹۰ متر بالاتر از سطح دریا واقع شده‌است.